# Inundação de sumo de fruta da Pepsi
A inundação de sumo de fruta da Pepsi foi uma inundação de 176,000 barris (28 milhões de litros) de sumo de fruta e vegetais nas ruas de Lebedyan, Rússia, e no Rio Dom, causada pelo colapso de um armazém da PepsiCo.

## História
A 25 de abril de 2017, o telhado de um armazém da PepsiCo colapsou inesperadamente. O armazém estava localizado em Lebedyan, o centro de operações da Pepsi na Rússia, e era operado pelo subsidiário da PepsiCo, Lebedyansky. O armazém continha uma variedade de sumos de fruta e vegetais. O colapso do telhado causou duas lesões menores e mandou 28 milhões de litros de sumos para as ruas de Lebedyan e no Rio Dom. No entanto, não houve mortes.
Houve alguma preocupação com o facto de os sumos poderem ter danificado o eco-sistema aquático do Rio Dom, mas as amostras da água mostraram não existir provas de danos ambientais causados pelo derrame.
Os oficiais da PepsiCo pediram desculpa pelo incidente, ofereceram-se pagar por todos os danos causados, e declararam que estavam a trabalhar com oficiais locais para determinar a causa do colapso do armazém.